# Schizoloma erectum
Schizoloma erectum là một loài thực vật có mạch trong họ Dennstaedtiaceae. Loài này được (Brack.) T. Moore miêu tả khoa học đầu tiên năm 1857.